# Emmy Rappe
Emmy Carolina Rappe, född 14 februari 1835 på Strömsrum i Ålems socken, död 19 oktober 1896 i Dädesjö församling, tillhörde pionjärerna inom svenskt sjuksköterskeväsende. Med Rappe inleddes den svenska sjuksköterskeutbildningens historia. Hon var Sveriges första medicinskt utbildade yrkessjuksköterska, och hon ledde också den första sjuksköterskeutbildningen i Sverige.

## Biografi

### Tidiga år
Hon var dotter till godsägaren och löjtnanten friherre Adolf Fredrik Rappe (1798–1886) och Ulrika Catharina Wilhelmina Hammarskjöld (1813–1838). Hon fick en strikt uppfostran med hård hushållning och pliktkänsla och kvarblev som ogift i hemmet under familjens övervakning även som vuxen. Hennes intresse för sjukvård väcktes möjligen av hennes faster Elisabeth (Elise) Rappe, som var en av Sveriges första operationssköterskor och sjukföreståndare i Lund.

### Karriär
Den nybildade Föreningen för frivillig vård av sårade och sjuke i fält, sedermera Svenska Röda Korset, önskade 1866 rekrytera en utbildad föreståndare för uppgiften att leda sjuksköterskeutbildningen i Sverige, som denna organisation beslutat sig för att nygrunda, då den hittills varit endast en komplementutbildning i Sverige. Sophie Adlersparre skrev om detta i Tidskrift för hemmet och efterlyste där en lämplig kandidat, och slöt också ett avtal om att denna skulle utbildas vid Florence Nightingales sjuksköterskeskola Nightingale Training School and Home for Nurses vid St Thomas Hospital i London. Rappe ansågs vara en lämplig kandidat för uppgiften. Hon tillförsäkrades kostnadsfri utbildning i London vid Saint Thomas Hospital. Rappe undervisades av Florence Nightingale personligen, som gav henne gott betyg.  
Rappe återvände till Sverige i början av maj 1867. Hon besökte då Sahlgrenska sjukhuset i Göteborg och fick även tid att studera ett antal vårdinrättningar i Stockholm, innan hon begav sig till Uppsala. Emmy Rappe var översköterska för Uppsala akademiska sjukhus nyöppnade kirurgiska avdelning, och föreståndare för Röda korsets nygrundade sjuksköterskeskola på Akademiska sjukhuset 1867–1877. Detta var den första utbildningen för sekulära sjuksköterskor i Sverige: den enda sjuksköterskeutbildning som tidigare fanns var diakonisseutbildningen Ersta diakoni som hade öppnats av Maria Cederschiöld 1851. Rappe bedrev en hög standard i sin undervisning, men arbetade så hårt att hennes hälsa tog skada. Hon arbetade utan lön, och utförde ett pionjärarbete då hon utbildade de första sjuksköterskorna i Sverige. Hon ville höja yrkets status genom att kräva kompetens och moral, och krävde också lojalitet inom yrkesgruppen. Hon väckte uppseende då hon i egenskap av friherrinna utförde detta arbete, och eftersom hon introducerade en ny yrkesgrupp och en ny utbildning i Sverige möttes hon också av motstånd från myndigheter och läkare. Emmy Rappe var därefter föreståndare för Uppsala centralhospital 1877–1886. Efter 1886 var hon aktiv som sjukhusinspektör samt inom Röda korset. Hon delade Florence Nightingales syn på sjukvården som ett uppoffrande kall snarare än ett yrke: "genomsyrat av en önskan att vara Gud och patienterna till lags". 
Emmy Rappe fick 1877 H.M. Konungens medalj i guld för medborgerlig förtjänst och 1895 Illis Quorum. På det gamla mentalsjukhusområdet Ulleråker i Uppsala finns Emmy Rappes väg.